# 銀共和党
銀共和党（ぎんきょうわとう、英: Silver Republican Party）は、1890年代のアメリカ合衆国で活動した政治勢力。「フリー・シルバー」と金銀複本位制問題で、金本位制を支持した共和党に対し、銀本位制を主張する勢力が離党し旗揚げした。
鉱業（とりわけ銀）が盛んな西部を中心に活動し、連邦議会にも何名か議員を送り込んだ。1896年の大統領選挙では民主党のウィリアム・ジェニングス・ブライアン候補を支援した。
20世紀に入ると勢力は衰退し、党員の大多数が共和党に合流したが、フレッド・デュボイスやヘンリー・ムーア・テラーのように民主党に合流する者もいた。

## 主な党員

### 上院議員
- フランク・J・キャノン - ユタ州選出の上院議員
- トーマス・カーンズ - ユタ州選出の上院議員
- フレッド・デュボイス - アイダホ州選出の上院議員
- リチャード・F・ペティグルー - サウスダコタ州選出の上院議員
- ウィリアム・M・スチュワート - ネバダ州選出の上院議員
- ヘンリー・ムーア・テラー - コロラド州選出の上院議員、第15代内務長官
- ジョン・F・シャフロース - コロラド州選出の下院議員、後にコロラド州知事、コロラド州選出の上院議員

### 下院議員
- チャールズ・S・ハートマン - モンタナ州選出の下院議員
- エドガー・ウィルソン - アイダホ州選出の下院議員